# Альберто Монтт
Альберто Хосе Монт Москосо (Кіто, Еквадор, 22 грудня 1972) — чилійський художник-графік і карикатурист. Широко відомий своїми онлайн-коміксами під назвою Dosis diarias, (буквально «Щоденні дози», або «Приймати щодня»), які він публікує з 2006 року і по теперішній час.
Народився в Еквадорі, син чилійця Альберто Монтта і еквадоркі Консуело Москосо. Вивчав графічний дизайн і пластичні мистецтва в Кіто. Після закінчення школи заснував дизайнерську фірму і став публікувати свої твори в журналах Gestión, Дайнерс Клаб і додатку «La pandilla» до газети «El Comercio».
У 1998 році він переїхав в Сантьяго-де-Чилі. Спочатку писав по найму для газети El Mercurio. Після цього, він працював для журналів Qué Pasa, Capital і Blank, а також ілюстрував кілька дитячих книг.
Опублікував кілька книг-коміксів (збірників карикатур), в тому числі, Побачити й не повірити (2001), Приймати щодня (2008), ¡Mecachendié! (2012), і Кодекс дружби Чівас Рігал (2012). У 2010 році він був номінований на Премію Альтасор в розділі «Графічний дизайн і ілюстрація» за участь в збірнику Буквальні рецепти. У наступному році німецька мовна мережа " Німецька хвиля " нагородила його премією The BOBs «кращий блог на іспанською мовою» за його фейсбук-проект Dosis diarias (Щоденні дози).
Вірусну відомість в Інтернеті набула його карикатура «Я гриб, і я ненавиджу цю гру», що у свою чергу збудило інтерес і до інших його творів.